# Кубок Азербайджану з футболу 2000—2001
Кубок Азербайджану з футболу 2000–2001 — 10-й розіграш кубкового футбольного турніру в Азербайджані. Переможцем вперше стала Шафа із Баку.

## Перший раунд
Матчі відбулися у вересні 2000 року.
| Команда 1              | Заг.    | Команда 2            | 1-й матч | 2-й матч |
| ---------------------- | ------- | -------------------- | -------- | -------- |
| Бакили (2)             | 1:5     | Нефтчі (Баку)        | 1:1      | 0:4      |
| Локомотив (Іміслі) (2) | 4:2     | Магара (2)           | 2:1      | 2:1      |
| Нарзан (2)             | 4:1     | Шафа-2 (2)           | 2:1      | 2:0      |
| Реал (Баку) (2)        | 6:6 (ч) | Деніз Нефтчілері (3) | 3:2      | 3:4      |
| Умід (2)               | 2:0     | Азерсун (2)          | 2:0      | 0:0      |
| Шахдаг (Ґусар) (2)     | 4:4 (ч) | Вілаш Масали         | 1:0      | 3:4      |
| Шилавар (2)            | 3:8     | Хазар-Ланкаран (2)   | 2:5      | 1:3      |
| ОІК (2)                | +:-     | Шахдаг (Губа)        | -:-      | -:-      |

## Другий раунд
Матчі відбулися у жовтні-листопаді 2000 року.
| Команда 1              | Заг. | Команда 2                 | 1-й матч | 2-й матч |
| ---------------------- | ---- | ------------------------- | -------- | -------- |
| Нефтчі (Баку)          | 2:1  | Шамкір                    | 2:0      | 0:1      |
| Хазар-Ланкаран (2)     | 1:11 | Кяпаз                     | 0:2      | 1:9      |
| Шахдаг (Ґусар) (2)     | 2:1  | Хазар Університеті (Баку) | 2:1      | -:-      |
| ОІК (2)                | 2:1  | Карабах (Агдам)           | 1:1      | 1:0      |
| Нарзан (2)             | 1:12 | Динамо (Баку)             | 0:3      | 1:9      |
| Реал (Баку) (2)        | +:-  | Араз-Нахічевань           | -:-      | -:-      |
| Умід (2)               | 0:2  | Туран                     | 0:2      | 0:0      |
| Локомотив (Іміслі) (2) | 0:10 | Шафа                      | 0:5      | 0:5      |

## Чвертьфінали
Перші матчі відбулися 16 і 21 грудня, а матчі-відповіді 23 і 27 грудня 2000 року.
| Команда 1     | Заг. | Команда 2          | 1-й матч | 2-й матч |
| ------------- | ---- | ------------------ | -------- | -------- |
| Нефтчі (Баку) | 4:1  | Кяпаз              | 1:0      | 3:1      |
| Туран         | 3:0  | ОІК (2)            | 2:0      | 1:0      |
| Динамо (Баку) | 7:0  | Реал (Баку) (2)    | 4:0      | 3:0      |
| Шафа          | 5:1  | Шахдаг (Ґусар) (2) | 3:0      | 2:1      |

## Півфінали
Перші матчі відбулися 18 травня, а матчі-відповіді 22 травня 2001 року.
| Команда 1 | Заг. | Команда 2     | 1-й матч | 2-й матч |
| --------- | ---- | ------------- | -------- | -------- |
| Туран     | 1:3  | Нефтчі (Баку) | 0:1      | 1:2      |
| Шафа      | 3:2  | Динамо (Баку) | 0:0      | 3:2      |

## Фінал
| 25 травня 2001 |

| Шафа                       | 2:1 | Нефтчі (Баку) |
| -------------------------- | --- | ------------- |
| Р.Мамедов 8' Імамалієв 85' |     | Алієв 23'     |

| Стадіон імені Мехті Гусейнзаде, Сумгаїт Глядачів: 500 |